# Uromyces otakou
Uromyces otakou ist eine Ständerpilzart aus der Ordnung der Rostpilze (Pucciniales). Der Pilz ist ein Endoparasit von Süßgräsern der Gattung Poa. Symptome des Befalls durch die Art sind Rostflecken und Pusteln auf den Blattoberflächen der Wirtspflanzen. Sie ist ein Endemit Neuseelands.

## Merkmale

### Makroskopische Merkmale
Uromyces otakou ist mit bloßem Auge nur anhand der auf der Oberfläche des Wirtes hervortretenden Sporenlager zu erkennen. Sie wachsen in Nestern, die als gelbliche bis braune Flecken und Pusteln auf den Blattoberflächen erscheinen.

### Mikroskopische Merkmale
Das Myzel von Uromyces otakou wächst wie bei allen Uromyces-Arten interzellulär und bildet Saugfäden, die in das Speichergewebe des Wirtes wachsen. Die orangegelben Uredien des Pilzes wachsen oberseitig auf den Wirtsblättern. Ihre fast hyalinen bis hellgelblichen Uredosporen sind 23–30 × 19–22 µm groß, zumeist eiförmig bis ellipsoid und stachelwarzig. Die blattoberseitig wachsenden Telien der Art sind schwarzbraun, kompakt und früh unbedeckt. Die kastanienbraunen Teliosporen sind einzellig, in der Regel eiförmig und 25–30 × 17–22 µm groß. Ihre Stiele sind farblos bis gelblich und bis zu 60 µm lang.

## Verbreitung
Das bekannte Verbreitungsgebiet von Uromyces otakou umfasst lediglich Neuseeland.

## Ökologie
Die Wirtspflanzen von Uromyces otakou sind Poa anceps, P. caespitosa und P. litorosa. Der Pilz ernährt sich von den im Speichergewebe der Pflanzen vorhandenen Nährstoffen, seine Sporenlager brechen später durch die Blattoberfläche und setzen Sporen frei. Die Art durchläuft einen Entwicklungszyklus, von dem bisher nur Telien und Uredien sowie deren Wirt bekannt sind; Spermogonien und Aecien sind bislang unbekannt.